# Zbrodnia na Rapach
Zbrodnia na Rapach – mord na ponad 60 polskich partyzantach, zbrodnia wojenna dokonana przez okupantów niemieckich w lesie na obrzeżach Biłgoraja, na granicy dzielnicy Rapy, 4 lipca 1944 roku.

## Opis zbrodni

### Tło wydarzeń

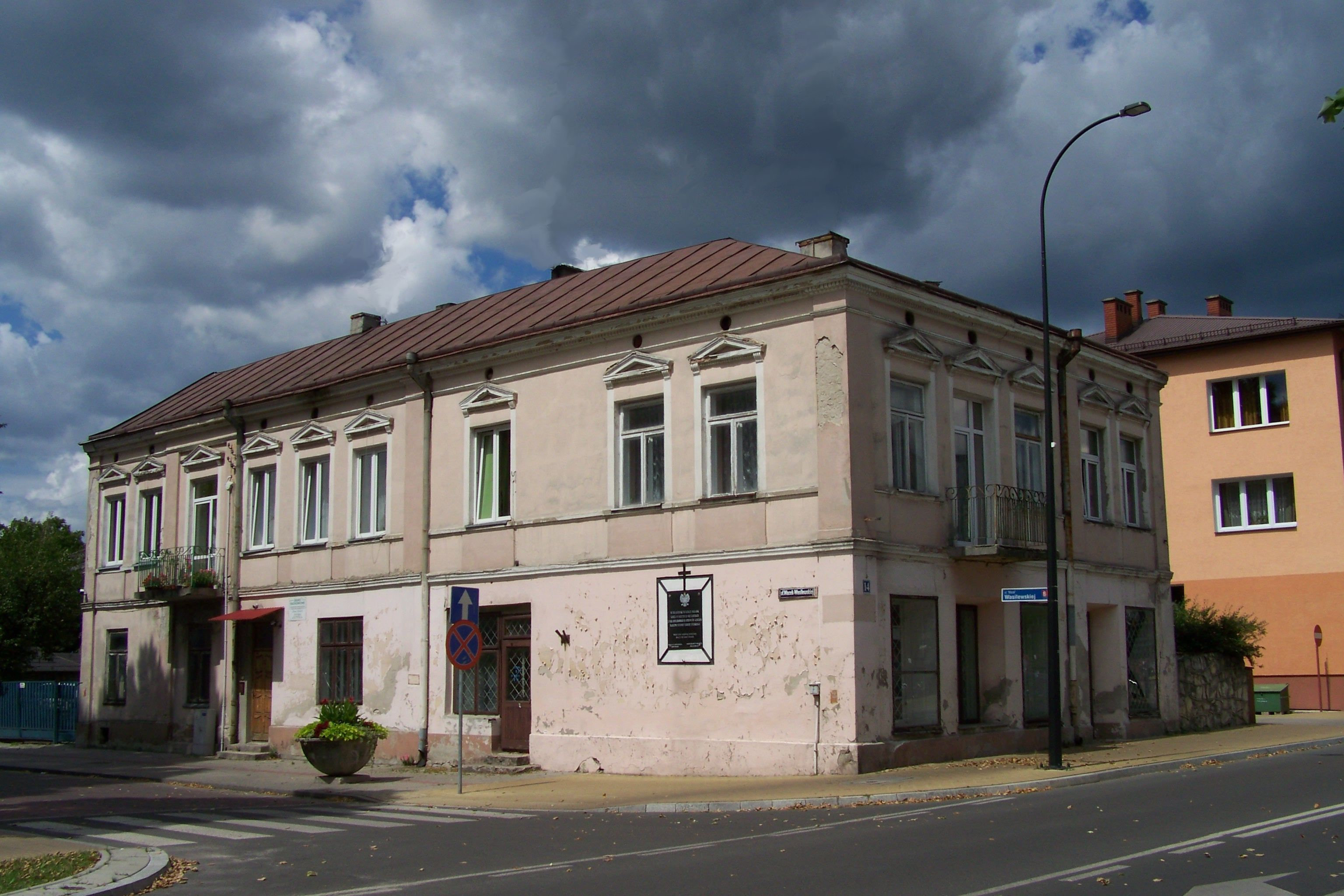
Kamienica w Biłgoraju, w której w okresie okupacji niemieckiej znajdowała się katownia Gestapo.

Obszar ziemi biłgorajskiej od 1939 znajdował się pod okupacją niemiecką i stanowił część tzw. Generalnego Gubernatorstwa. Na tym terenie od początku okupacji prężnie rozwijała się działalność polskiego ruchu oporu, ze szczególnym uwzględnieniem funkcjonowania jednostek Związku Walki Zbrojnej-Armii Krajowej i Batalionów Chłopskich. Uwarunkowania geograficzne, tzn. duża ilość obszarów leśnych Puszczy Solskiej, były korzystne dla tychże oddziałów, jednocześnie znacznie utrudniając pracę administracji hitlerowskiej. W 1944 władze okupacyjne podjęły decyzję o zorganizowaniu dużych, wojskowych akcji przeciwpartyzanckich; akcje te oznaczono kryptonimami Sturmwind I i Sturmwind II. Punktem kulminacyjnym drugiej z nich była bitwa pod Osuchami; starcie to stanowiło sukces strony niemieckiej, która rozbiła działające w Puszczy Solskiej polskie zgrupowania partyzanckie.
W opisanej operacji w ręce niemieckie dostali się partyzanci; wielu z nich niemieccy żołnierze rozstrzelali w miejscu pojmania, traktując jako tzw. „bandytów”. Część została przetransportowana do obozu jenieckiego w Biłgoraju, który działał od maja 1944. Tam schwytanych Polaków maltretowano w brutalny sposób, m.in. prowadząc przesłuchania z użyciem tortur w siedzibie Gestapo. Oprócz partyzantów w obozie więziona była też ludność cywilna, którą podejrzewano o sprzyjanie partyzantom.

### Przebieg egzekucji
4 lipca 1944 do lasu, w miejsce położone ok. 1km na północ od stacji kolejowej Biłgoraj-Rapy, przewieziono samochodami ciężarowymi ponad 60 więźniów obozu. Byli oni skrępowani drutem kolczastym po pięciu; jednej z takich grup w trasie udało się rozluźnić więzy i podjąć próbę ucieczki. Próba ta ostatecznie powiodła się tylko partyzantowi Zygmuntowi Hanasowi ps. Wilczur.
W lesie, przy drodze łączącej Biłgoraj z wioską Rapy Dylańskie, wykonano egzekucję więźniów metodą rozstrzelania. Pociski kierowano w potylicę. Zwłoki, wciąż skrępowane drutem, wrzucono do masowej mogiły o wymiarach 3 metry na 7 metrów. Egzekucja została wykonana niedokładnie: raport z ekshumacji zaznacza, że część ofiar żyła w momencie zasypywania grobu i dopiero po tym zmarła z powodu uduszenia.
Na terenie miasta władze niemieckie wywiesiły obwieszczenia, które informowały, że skazano na karę śmierci i rozstrzelano 60 „bandytów z powiatu biłgorajskiego”. Miejsce zbrodni zostało zamaskowane poprzez nasadzenie wrzosów i młodych sosen.

### Następstwa
Niedługo po egzekucji, bo już 24 lipca 1944, Niemcy opuścili Biłgoraj, cofając się przed naporem armii sowieckiej. 2 sierpnia 1944 rozpoczęto prace ekshumacyjne; lokalizację mogiły ustalono na podstawie m.in. nienaturalnego zżółknięcia młodych drzew sosnowych. Komisja Sądowo-Lekarska na zwłokach stwierdziła liczne ślady, będące efektem maltretowania ofiar, m.in. zmiażdżenia tkanek miękkich, podbiegnięcia krwawe, pęknięcia kości w wyniku uderzeń tępych narzędzi. Odnotowano ponadto, że szczątki były wrzucone do grobu w sposób nieuporządkowany, w różnych pozach, twarzami do ziemi. Zabici nie byli pozbawieni przedmiotów osobistych, chociaż niektórzy nie byli w pełni ubrani. Oprócz komisji i przedstawicieli władz miejskich w ekshumacji brali udział mieszkańcy Biłgoraja i okolic, w tym rodziny pomordowanych. Grób opisano jako dół o dwumetrowej głębokości, oddalony o ok. 30m w prawo od drogi z Biłgoraja do Rap Dylańskich.
Protokół Komisji opisał łącznie sekcję zwłok 56 wydobytych ludzi. Zaznaczyć należy jednak, że w pobliżu opisanej mogiły znajdowało się jeszcze drugie, zamaskowane miejsce, w którym Niemcy ukryli zwłoki pięciu kolejnych osób. Ich nazwiska nie były ujęte w obwieszczeniu. Jedną z tych osób była harcerka Wanda Wasilewska ps. Wacek, którą wcześniej brutalnie maltretowano w komendzie biłgorajskiego Gestapo. Miejsce pochówku znajdowało się po przeciwnej (lewej) stronie drogi, kilkaset metrów dalej.
Szczątki pomordowanych w większości zostały pochowane na nekropoliach Biłgoraja; część z nich zabrały rodziny i pochowały na cmentarzach w rodzinnych miejscowościach.

## Zbrodnia w opracowaniach naukowych
W pisanych po wojnie opracowaniach naukowych i popularnonaukowych, dotyczących zbrodni na Rapach, pojawiały się różne dane dotyczące liczby zamordowanych. Wynika to z faktu, że w opisanym wyżej protokole ekshumacyjnym z 2 sierpnia 1944 wymieniono liczbę osób równą 56 (w głównej mogile) i 5 (w drugim grobie). Tymczasem na niemieckich obwieszczeniach umieszczono dane dokładnie 60 osób. Należy zaznaczyć, że w Rejestrze miejsc i faktów zbrodni popełnionych przez okupanta hitlerowskiego na ziemiach Polski w latach 1939–1945 Głównej Komisji Ścigania Zbrodni przeciwko Narodowi Polskiemu wydarzenia opisano w sposób niekonsekwentny. W pracach naukowych prof. Jerzego Markiewicza ilość zamordowanych autor opisywał jako 63 lub 65. Rozbieżne dane pojawiają się także w opracowaniach innych autorów oraz na tablicach pamiątkowych.
Problemów przysparza fakt, że pomordowani na Rapach nie byli wyłącznie jeńcami wojennymi z bitwy pod Osuchami, chociaż ci stanowili zdecydowaną większość. Część osób stanowili partyzanci nie związani z bitwą; część to zwykli cywile, którzy w czasie akcji Sturmwind II zostali aresztowani przypadkiem.
Pełnego usystematyzowania ilości zamordowanych podjęła się w 1994 historyk Zofia Leszczyńska, współpracownik lubelskiego Instytutu Pamięci Narodowej; ustalono, że do ofiar masakry z 4 lipca 1944 zaliczyć należy 65 osób, z czego 5 nie ujęto w niemieckich obwieszczeniach. Większość pochodziła z miejscowości powiatu biłgorajskiego, w tym kilka z samego Biłgoraja; niektóre z ofiar pochodziły z powiatów sąsiednich. Zamordowani zostali mężczyźni w różnym wieku oraz jedna kobieta, wspomniana wyżej Wanda Wasilewska ps. Wacek; pod względem organizacyjnym partyzanci byli podporządkowani Armii Krajowej i Batalionom Chłopskim.
Nie zamyka to jednak sprawy niemieckich masakr na Rapach, gdyż w bezpośredniej okolicy miejsca zbrodni władze niemieckie prowadziły egzekucje przez cały czas okupacji, od 1939 do 1944; stwierdza się, że do dziś na pewno nie odnaleziono wszystkich mogił.

## Upamiętnienie

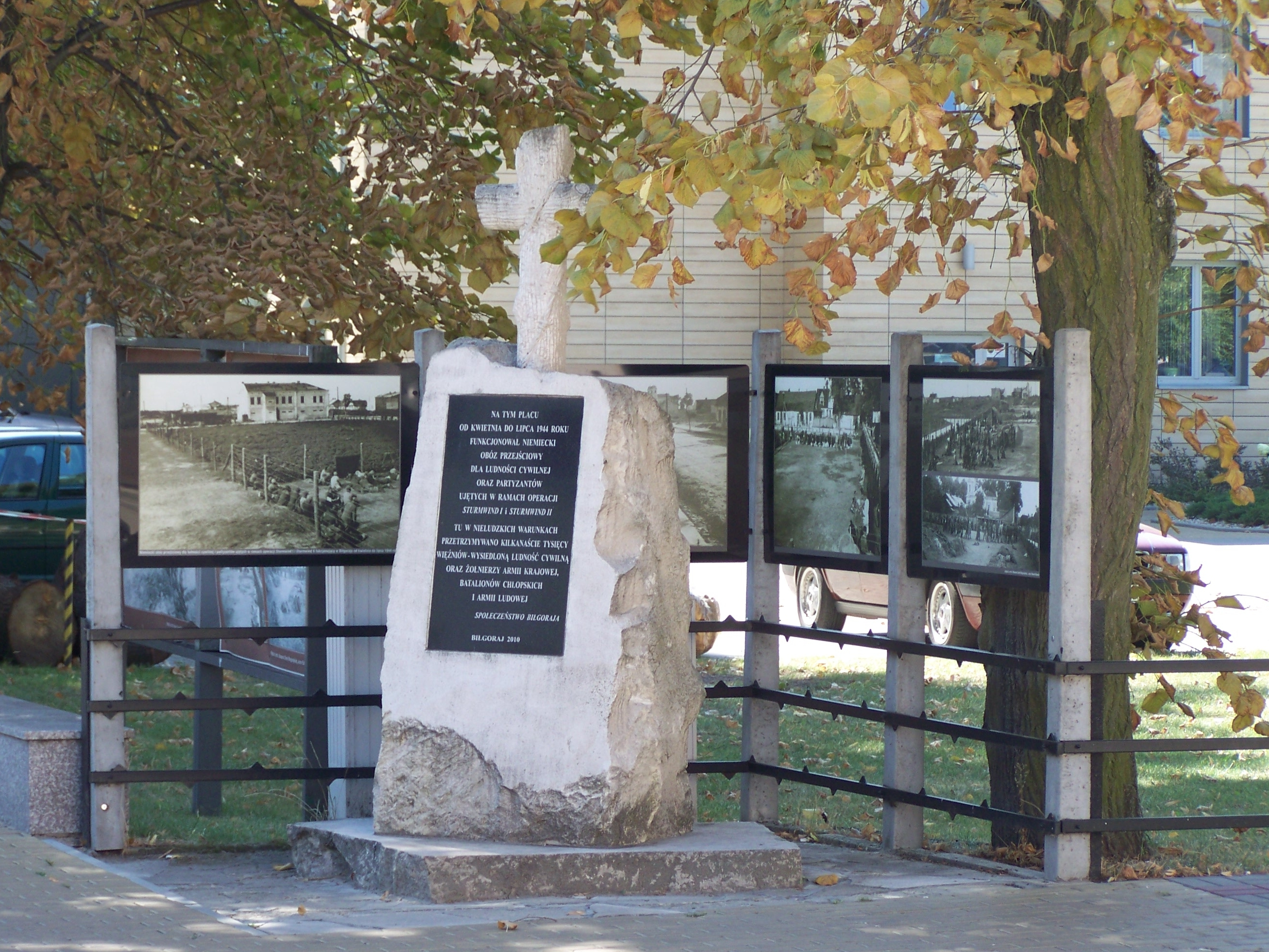
Pomnik w centrum miasta, miejsce lokalizacji obozu jenieckiego, w którym przetrzymywano partyzantów przed egzekucją.

Obecnie droga powiatowa, która przebiega przez biłgorajską dzielnicę Rapy i kieruje się na północ, łącząc z miastem wioskę Rapy Dylańskie, w granicach administracyjnych Biłgoraja nosi nazwę Droga Straceń 1939–1944. W miejscu zbrodni i pochówku ofiar ustawiono stalowy krzyż oraz tablice pamiątkowe. Miejsce to niekiedy potocznie nazywa się zamojskim lub biłgorajskim Katyniem, tworząc w ten sposób analogię do zbrodni katyńskiej, która jest najszerzej znanym przykładem mordu na polskich jeńcach wojennych w czasie II wojny światowej. Corocznie w tym miejscu odbywają się uroczystości religijne i patriotyczne upamiętniające wydarzenia; w Biłgoraju są one łączone m.in. z rekonstrukcjami historycznymi. W uroczystościach biorą udział władze samorządowe i przedstawiciele organizacji społecznych.
Alejka w centrum miasta, przy której znajduje się gmach dawnej komendy biłgorajskiego Gestapo, nosi obecnie nazwę ulicy Wandy Wasilewskiej ps. Wacek. Na samym budynku umieszczono tablicę pamiątkową. Naprzeciwko budynku, w miejscu byłego obozu jenieckiego, ustawiony jest pomnik w formie zwieńczonego krzyżem kamiennego głazu z tablicą informacyjną.
Na Rapach, przy skrzyżowaniu ulic Zamojskiej i Torowej, od 1963 stoi pomnik w formie cokołu z orłem i krzyżem grunwaldzkim; napis na inskrypcji głosi, że jest to „miejsce uświęcone krwią patriotów narodowości polskiej, rosyjskiej i żydowskiej, którzy w latach okupacji zginęli z rąk zbrodniarzy hitlerowskich”. Pamiątkowa tablica z wyrytymi nazwiskami ofiar mordu znajduje się też na frontowej ścianie kościoła Trójcy Świętej i Wniebowzięcia NMP w Biłgoraju.
Prochy z Rap zostały złożone pod pomnikiem Bohaterów, Partyzantów i Bojowników o Wolność i Polskę na placu Wolności w Biłgoraju.